# مسجد الحاج جعفر دايي
مسجد الحاج جعفر دايي هو مسجد تاريخي يعود إلى عصر القاجاريون، ويقع في تبريز.